# Парламентские выборы в Австрии (2019)
27-е парламентские выборы в Австрии — досрочные парламентские выборы в Австрии, которые состоялись 29 сентября 2019 года. Очередные выборы в Национальный совет, согласно закону, должны были пройти в 2022 году, однако правящая коалиция распалась в ходе скандала.

## Предыстория

### Дело Ибицы и объявление о выборах
Правительственный кризис, приведший к назначению досрочных выборов, произошёл в результате инцидента, получившего название «Дело Ибицы», в котором оказался замешан Хайнц-Кристиан Штрахе, вице-канцлер Австрии и лидер Австрийской партии свободы (АПС).
17 мая 2019 года была опубликована видеозапись, сделанная летом 2017 года (за три месяца до выборов в парламент), на которой Штрахе и функционер АПС Йоханн Гуденус ведёт переговоры с женщиной, представившейся «племянницей российского олигарха» по имени Алёна Макарова. В ходе встречи обсуждалась возможность сделки, при которой «Макарова» купила бы австрийскую газету «Kronen Zeitung», с последующей сменой состава редколлегии и активной агитации в пользу АПС. В случае успеха этого плана, Штрахе обещал поспособствовать передаче «Макаровой» крупнейших подрядов в области строительства. Далее, на встрече обсуждались механизмы незаконного финансирования партий через подставные организации.
На следующий день Штрахе, по требованию канцлера Себатьяна Курца, ушёл в отставку с поста вице-канцлера страны, а также покинул пост лидера АПС. Далее, Курц объявил, что он не видит других возможностей сформировать правительство, и поэтому объявил о назначении досрочных выборов (предположительно в середине сентября).
Далее, Курц потребовал отставки министра внутренних дел Герберта Кикла (АПС). В качестве протеста, все министры от АПС подали в отставку. 22 мая 2019 года на освободившиеся министерские посты были назначены «профессионалы». Должность вице-канцлера в переходном правительстве занял министр финансов Хартвиг Лёгер (Австрийская народная партия).
Ожидается, что в конце мая оппозиционная партия Jetzt подаст вотум недоверия против канцлера Курца. По состоянию на 22 мая, неизвестно, как в этом случае будут голосовать АПС и Социал-демократическая партия. Если вотум недоверия будет принят, то будет назначен исполняющий обязанности канцлера, на период до формирования нового правительства после выборов.

## Избирательная система
183 члена Национального совета избираются по пропорциональному представительству партийного списка в девяти многомандатных избирательных округах, границы которых совпадают с границами земель (с разным кол-вом мандатов, от 7 до 36). Места в парламенте распределяются с использованием метода д’Хэйра с избирательным порогом в 4 %. Избиратели могут отдать 3 голоса за избранных кандидатов по федеральной, государственной и местной подгруппе. Пороги для кандидата на продвижение списка составляют 7 % от результата партии на федеральном уровне, 10 % на государственном уровне и 14 % на уровне избирательного округа. 8 партий выставили своих кандидатов во всех 9 землях (5 парламентских партий, а также компартия, партия зелёных, и изменения)

## Результаты
| \|                                                                      |           |       |        |      |       |  |
| Партия                                                                  | Голоса    | %     | +/−    | Мест | +/−   |  |
| Австрийская народная партия (АНП)                                       | 1 789 417 | 37,46 | +5.99  | 71   | +9    |  |
| Социал-демократическая партия Австрии (СДПА)                            | 1 011 868 | 21,18 | –5.68  | 40   | –12   |  |
| Австрийская партия свободы (АПС)                                        | 772 666   | 16,17 | –9.80  | 31   | –20   |  |
| Зелёные — Зелёная альтернатива                                          | 664 055   | 13,90 | +10.10 | 26   | +26   |  |
| NEOS — Новая Австрия и Либеральный форум (NEOS)                         | 387 124   | 8,10  | +2.80  | 15   | +5    |  |
|                                                                         |           |       |        |      |       |  |
| Список Петра Пильца (JETZT)                                             | 89 169    | 1,87  | –2.54  | 0    | –8    |  |
| KPÖ Plus (KPÖ+)                                                         | 32 736    | 0,69  | −0.09  | 0    | ±0    |  |
| Der Wandel (WANDL)                                                      | 22 168    | 0,46  | Новая  | 0    | Новая |  |
| Beer Party (BIER)                                                       | 4946      | 0,10  | Новая  | 0    | Новая |  |
| Every Vote Counts! (GILT)                                               | 1767      | 0,04  | −0.91  | 0    | ±0    |  |
| Альянс за будущее Австрии (BZÖ)                                         | 760       | 0,02  | Новая  | 0    | Новая |  |
| Социалистическая левая партия (SLP)                                     | 310       | 0,01  | ±0.00  | 0    | ±0    |  |
| Христианская партия Австрии (CPÖ)                                       | 260       | 0,01  | ±0.00  | 0    | ±0    |  |
| Недействительные / пустые голоса                                        | 58 223    | –     | –      | –    | –     |  |
| Всего                                                                   | 4 835 469 | 100   | –      | 183  | 0     |  |
| Зарегистрированные избиратели/явка                                      | 6 396 812 | 75,59 | –4.41  | –    | –     |  |
| Источник: Austrian Interior Ministry Архивировано 22 октября 2019 года. |           |       |        |      |       |  |